# Batiżok (dopływ Bohu)
Batiżok (ukr. Батіжок) – rzeka na Ukrainie, prawy dopływ Bohu, uchodzi we wsi Czetwertyniwka.